# Stan és Pan

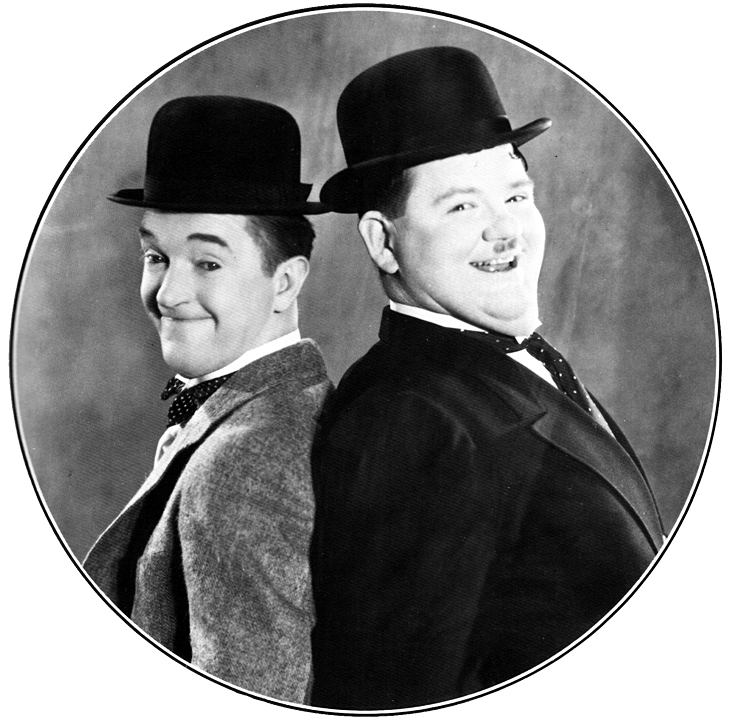
Stan és Ollie, reklámfotó az 1930-as évekből

Stan és Pan néven ismerik a magyar mozi- és tévénézők az amerikai burleszkfilm hőskorának klasszikus párosát, Stan és Ollie-t: Stan Laurelt (1890. június 16. – 1965. február 23., eredeti nevén: Arthur Stanley Jefferson) és Oliver Hardyt (1892. január 18. – 1957. augusztus 7., eredeti nevén: Norvell Hardy). Számos néma- és hangosfilmben szerepeltek együtt, mindig ugyanazt a karaktert megformálva: Stan játszotta a vékony, tutyimutyi, együgyű figurát, Pan volt a kövér, agilis, mérges.

## Stanley Jefferson
Az észak-angliai Ulverstonban született. Édesapja, Arthur J. Jefferson színházi szakemberként ismert volt mint színigazgató, színdarabíró, színész és rendező. Édesanyja, Madge Metcalfe színésznő volt. A fiú a kulisszák között nőtt fel és egy napon ő maga is „komédiásnak” állt. 1906-ban kezdte a pályáját Glasgow-ban, a Pickard's Múzeum egyik előadásán, majd rövidesen Fred Karno pantomimtársulatához csatlakozott. A Karno-társulatnál működött egy másik fiatal brit komikusjelölt, Charlie Chaplin. A Karno-féle együttest 1910-ben meghívták Amerikába, majd a sikersorozatot 1912-13-ban is megismételték, ám ekkor már Chaplin nem tért vissza az óhazába. Laurel még sokáig játszott angol színpadokon. A jó barát Chaplin sikerein felbátorodva vágott neki Amerikának 1916-ban. Hollywoodba érve Chaplin közbenjárásával megismerkedett a Keystone Trio tagjaival. Első, Nuts in May (1917) című filmjének sikere bizonyította, hogy nem volt méltatlan a bizalomra. Carl Leammle producer felkarolta, és innentől fogva számtalan filmszerep várta. Eleinte cowboyfilmekben kapott lehetőséget, majd összekerült Zigottóval, vagyis Larry Semonnal, és Hal Roach produkcióiban számtalan sikert tudhatott maga mögött. 1919-ben, a The Lucky Dog című film kapcsán először találkozott a kövér komikussal, Babe Hardyval, ahogy a színfalak mögött nevezték Olivert.
Első közös munkájuk azonban még nem hozta el a sikert, Laurel egy időre elfordult a vígjátékfilmek világától, és ismét színházakban játszott, ezúttal már Amerikában.
1925-ben találkoztak ismét Hal Roach stúdiójában, ahol Laurel éppen filmet rendezett, amelybe Hardy mint ismert filmkomikus kapott meghívást. Kezdetben évente egy-egy filmet készítettek, amelynek rendezője és filmírója is Stan Laurel volt. A közös munka során jöttek rá, hogy egymást félszavakból is értő, a kamerák előtt egymást jól kiegészítő párost alkotnak. 1926-ban még csak egy, 1927-ben 13 közös filmet készítettek. Megszületett az egyetemes filmtörténet egyik legsikeresebb komikuspárja, és 1950-ben készült utolsó filmjükig 38 éven keresztül dolgoztak együtt, amelyből az első húsz év helyet követel magának minden filmmel foglalkozó könyvben.

## Norvell Hardy
Az Egyesült Államok Georgia államának Harlem városában született. A szülei polgári életpályát szántak a kis Norvellnek (az „Oliver”-t csak később, apja halála után – aki szintén Oliver volt – tette hozzá nevéhez). Jogásznak készült, azonban skót származású bátyja volt az, aki 1910-ben megmutatta és vonzóvá tette a fiatalember számára a zenés színpadok világát, később a film világát, sőt énekes-táncos komikusként többször fel is léptek együtt. Az „új művészet” csakhamar bűvkörébe vonta a fiatalembert, főképpen, amikor a statisztaszerepeken túl nagyobb szerepeket kapott, míg végül egy életre szóló szövetségre lépett Stan Laurellel.
Az athensi Georgia Egyetemen végezte színi tanulmányait. A Lubin Co. társulatánál kezdte pályáját 1913-ban Floridában, színpadi komikusként. Az Outwitting Dad című filmmel debütált 1914-ben a mozgókép világában, majd kezdetben a Pathé, később a Vitagraph részére dolgozott.
A közkedvelt és rövid idő alatt nagy sikereket elért Duci bácsi, azaz John Bunny (1863-1915) váratlan halála után a gyártók keresték utódját. A filmgyárak nagy érdeklődést mutattak a kövér komikusok iránt, ami kedvező körülményeket teremtett Hardy sikereihez. Számos sorozatot készítettek vele 1916-1921 között. Így egyebek mellett a Pokes and Jabb's (1914-1915), valamint 1916-1918 között a Plump and Runt, 1919-1921 között a Jimmy Aubrey sorozatot.
Élete során Hardy több mint kétszáz filmet forgatott Laurel nélkül. A kor egyik világhíres komikusával, Zigottóval, azaz Larry Semonnal közösen dolgozott 1921-1925 között. Zigottót tartotta mesterének is egyben, akitől a legtöbbet tanult. Életében több mint 400 filmet forgatott.
Három felesége volt, az utolsó és leghosszabb házassága (17 év), Virginia Lucille Jonesszal, a filmforgatókönyv-íróval bizonyult talán a legkiegyensúlyozottabbnak, bár előző házassága Myrtle Reeves színésznővel is közel 16 évig tartott. 1950-es visszavonulását követően, 1954 májusában szívroham érte, jelezvén, hogy szív- és érrendszerét erősen megviselte a filmsikereinek egyik forrását jelentő kövérsége. Agytrombózis végzett vele három év múlva. Két fiú és két leány gyermeke örökölte édesapjuk filmtörténeti jelentőségű nevét és rangját, bár vér szerinti gyermeke csupán egy akadt, az is a második házasságából (Myrtle Reeves).

## Stan és Pan, az egyetemes filmtörténet legendás párosa

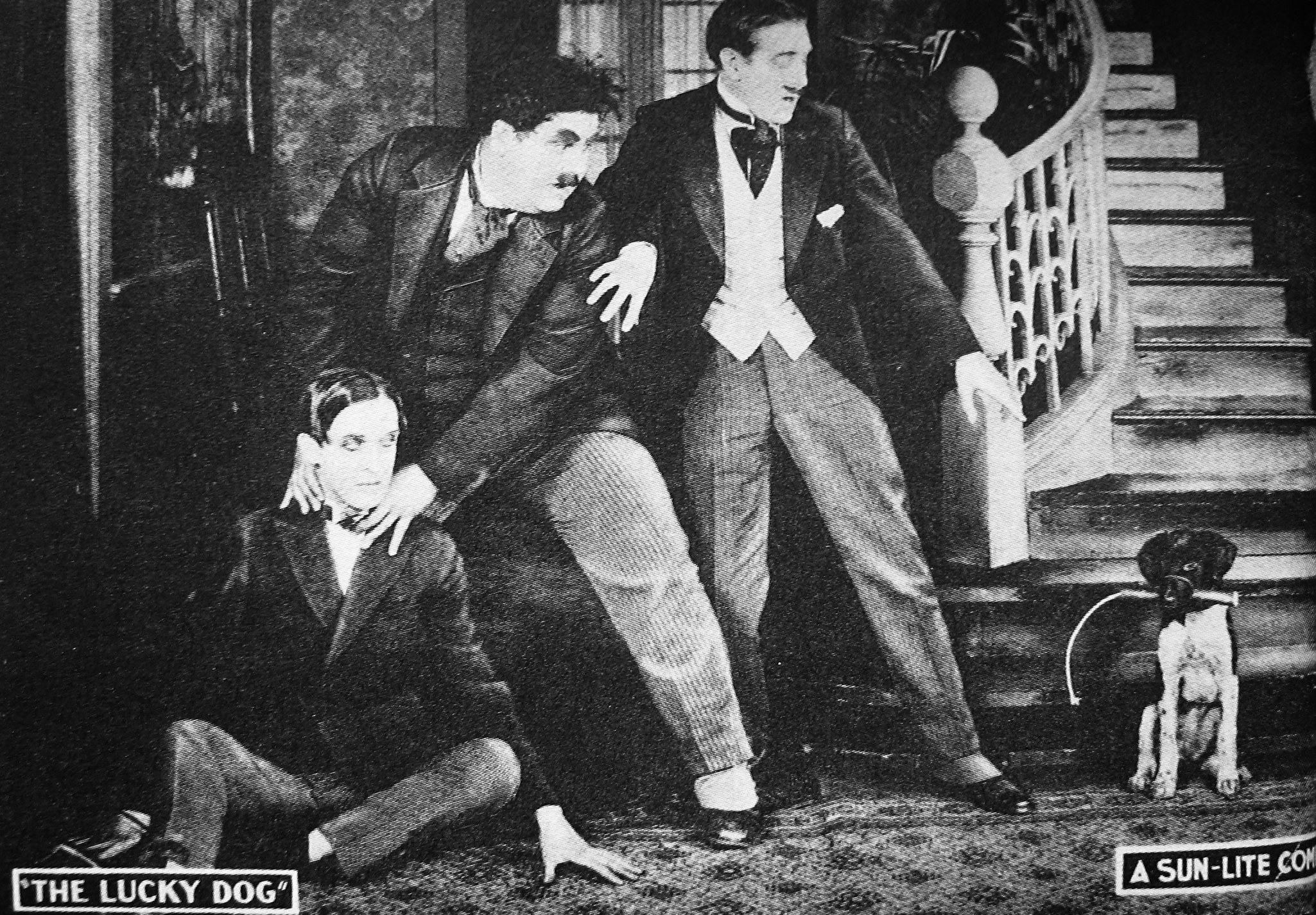
Laurel és Hardy első közös filmjükben, a Lucky Dog-ban (készült: 1919-ben, bemutatva: 1921-ben)
A jobbról álló Jack Lloyd észreveszi, amint Stan hűséges kutyája visszahozta az Oliver által begyújtott dinamitrudat

Laurel és Hardy rövid ideig dolgozott együtt 1921-ben, majd 1925-ben kezdtek ismét közösen filmezni, és 1927-től kezdve működnek úgy, mint „Laurel és Hardy páros”. 1940-ig 62 kisfilmben és 13 egész estés filmben szerepeltek együtt a Hal Roach stúdióban. Ezt követően 1944-ig nyolc kis költségvetésű komédiában játszottak a 20th Century Foxnál és a Metro-Goldwyn-Mayernél, amikor is visszavonultak a filmezéstől a színház javára. Utolsó filmjüket 1950–1951-ben forgatták Franciaországban, majd végérvényesen visszavonultak.
Sokan tartják úgy, kettejük között Stan Laurel volt a nagyobb egyéniség, azt is hallani lehetett egykor, hogy az ötletek nagy része tőle származott. Ám Hardy művészi nagysága, emberi tartása is fontos része volt a kettősnek, de mindenek felett a közös mester, Zigotto szellemisége él ma is tovább filmjeikben, egyéni Stan és Pan hangot öltve. A bájosan, gyermekien naiv Stan mindig jót akar, ugyanakkor, mindig valami bajt csinál – ez volt szerepsémájuk lényege – míg a fölényes, nagyképűen atyáskodó Pan mindig pórul jár. Amikor a lenézett naivitás, és a fölényes tudás kudarcot vall, úgy, hogy felszabadultan nevetni lehet rajta, akkor egy mélyen emberi esendőség keletkezik, a komikum két arca, a magát gyakran elpityergő Stan, és a nevető, vagy éppen bosszankodása miatt nevetségessé váló Hardy arca mint eleven szimbóluma Thália maszkjainak. Ha valami történt velük, azt teljes nyugalommal fogadták, inzultusok ellen nemigen védekeztek, beletörődve vállalták annak következményeit. Filmjeikben sok színész megfordult, többen önálló karriert kezdhettek, mások, mint például az örök ellenfelet játszó James Finlayson (1887-1953) neve összeforrt a Stan és Pan filmekkel.
Kevesen tudják, hogy amikor 1929-re a hangosfilm uralma alá került a filmgyártás, a némafilmsztárok döntő többsége hetek-hónapok leforgása alatt kikerült a filmiparból – jó részük örökre. Számtalan megdöbbentő tragédia, egyéni sors-dráma játszódott le akkoriban a színfalak mögött. Csak kevesen kerültek át a némafilmből és tudtak további sikereket elérni. A közönség és a bevétel kegyetlen szókimondása hetek alatt kijelölték mindenki helyét, az új „rangsorban”.
Azonban Stan és Pan sikere nemhogy csorbát szenvedett volna ezekben a kritikus években, hanem fokozódott. Chaplin, valamint Stan és Pan biztosították művészetükkel a filmtörténet e jelentős változásánál a folyamatosságot. Az 1930-as években szinte ki sem mozdultak a stúdiókból, ontották a jobbnál jobb filmeket. Aztán az évek könyörtelenül elszálltak. Húsz év után már – akárhogy is fájt – de Stan és Hardy megfáradttá vált, kifogytak az új ötletek. Sikersorozatuknak igazából az Abbott és Costello pár feltűnése vetett véget a negyvenes évekre. 1940-1950 közötti tíz évben sem készült annyi film velük, mint korábban egy év során. Aztán már csak filmtervek készültek a nagy visszatérésre, később már az sem. 1950-52-től fogva fokozatosan visszavonultak a film világától. Hardy 1954-es szívrohama véglegessé tette a visszavonulást. 1957-ben hunyt el. Hardy halálát követően Stan visszavonult a színpadtól is, és csak egy-egy kisebb filmszerepben tűnt fel. Stan 8 évvel élte túl gyászolt barátját, de ő még megérhette, hogy elővették régi filmjeiket, összeállításokat készítettek belőlük, és ezeknek pont olyan sikerük volt, mint hajdan.

## Egész estés filmjeik
- Hadfiak (1929)
- A házimunka (1930)
- Jótett helyébe… (1931)
- Kegyelmet kérünk! (1931)
- Kísért a múlt (1931)
- Gépzongora (1932)
- Mars! (1932)

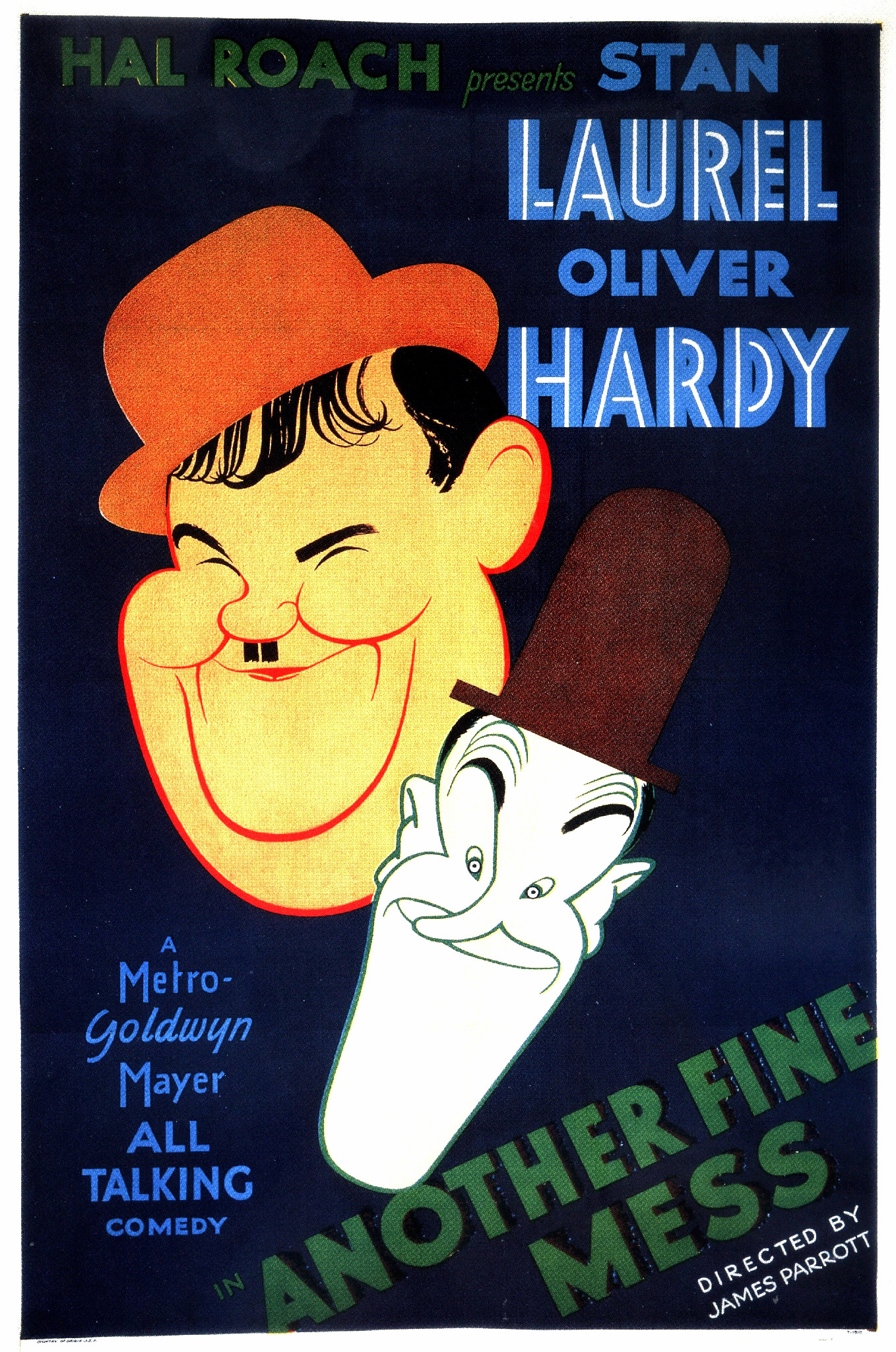
Az Another fine mess posztere (1930) - A plakát hangsúlyozza, hogy hangosfilmről van szó

- Stan és Pan, a regiment gyöngyei (1932)
- Piszkos munka (1933)
- Stan és Pan Chicagóban (1933)
- Stan és Pan, a fenegyerekek (1933)
- Stan és Pan nősül, avagy az eljátszott esküvő (1933)
- Az eleven kísértet (1934)
- Stan és Pan – A mosoly országában (1934)
- Aki másnak licitál, maga esik bele (1935)
- Fogat fogért (1935)
- Rokonok (1936)
- Stan és Pan az idegenlégióban (1939)
- Stan és Pan, az oxfordi diákok (1940)
- Nagyágyúk (1941)
- Kétszemélyes nagyzenekar (1943)
- Stan és Pan, a táncmesterek (1943)
- Stan és Pan, a torreádorok (1945)
- Stan és Pan: Utópia (1951)

## Magyar vonatkozás
A Stan és Ollie neveket a magyar filmváltozatban Stan és Pan-ra változtatták, így Magyarországon a szereplők eredeti neve jórészt ismeretlenül hangzik. Stan és Pan ihlette a legendás bohózat-írót, Vadnay Lászlót, aki az ő mintájukra alkotta meg Hacsek és Sajó nevű párosát. A két karakter gyakorlatilag azonos Stan és Pannal. Oliver szerepét Sajó veszi át, aki rendkívül házsártos és mindig felidegesíti magát társa bolondságain. Ennek megfelelően Sajó szerepére mindig egy temperamentumos, fizikailag is erős színészt választottak ki. Hacsek folyton bolondságokat beszél, meg se tud különböztetni dolgokat, amelyet azonban nem lehet megállni nevetés nélkül. Humorosságát esetlen alkata is fokozza, amely szintén Stan egyik fő jellemzője volt.

## Kapcsolódó szócikk
- Stan és Pan, a színészpáros életét feldolgozó 2018-as film